# Ширгісвальде

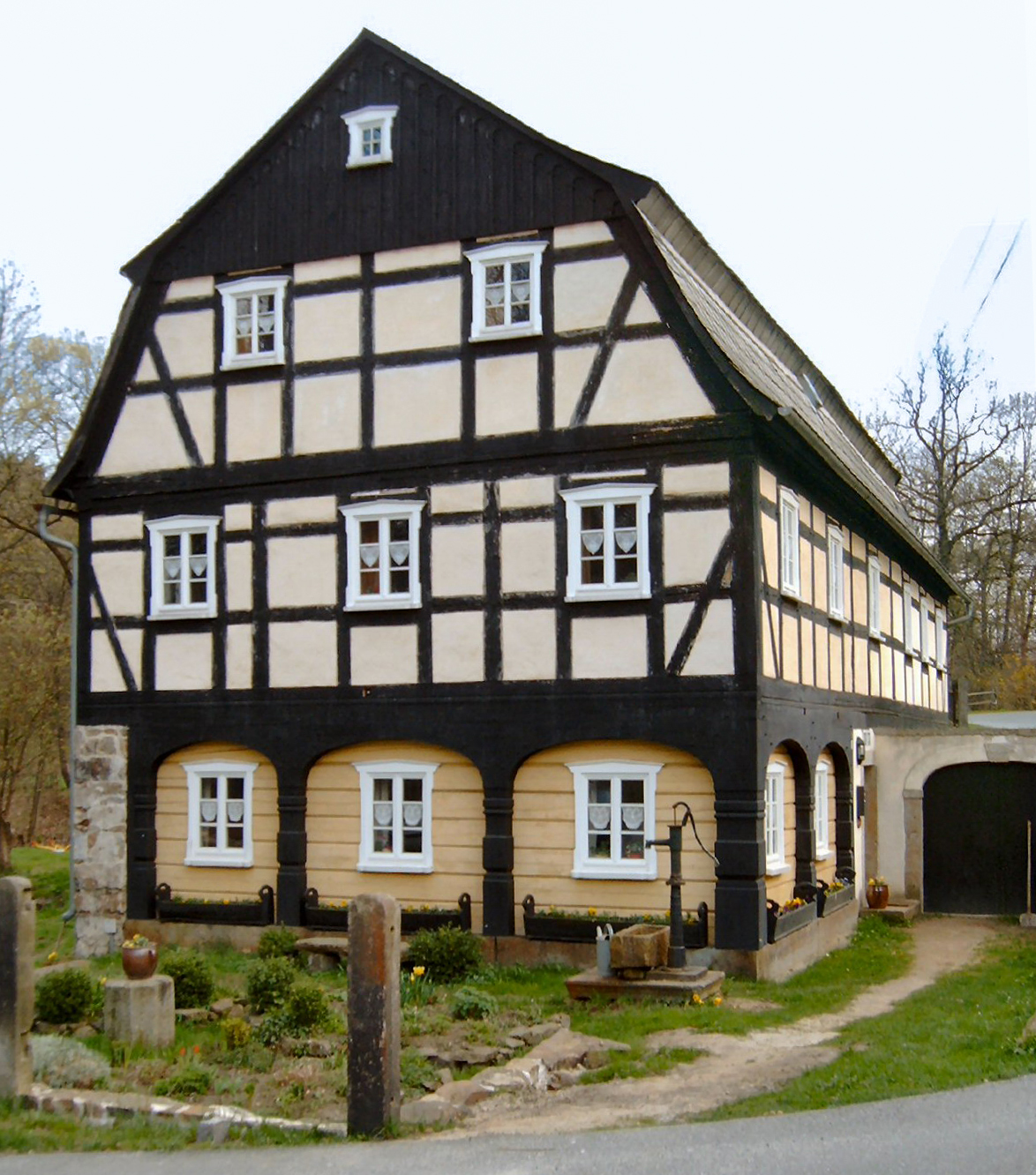
Шіргісвальде

Шіргісвальде (нім. Schirgiswalde; в.-луж. Šěrachów) — колишнє місто у Німеччині. З 1 січня 2011 є частиною міста Ширгісвальде-Кіршау у землі Саксонія, районі Баутцен.
Населення складало 2 865 осіб (на 31 грудня 2010). Площа - 8,48 км².